# تروي ويليامز
تروي ويليامز (بالإنجليزية: Troy Williams)‏ مواليد 30 ديسمبر 1994 في هامبتون، هو لاعب كرة سلة محترف أمريكي يلعب في الرابطة الوطنية لكرة السلة. يبلغ طوله 6 قدم 7 بوصة (2.0 م).

## روابط خارجية
- تروي ويليامز على موقع إن بي أي (الإنجليزية)
- تروي ويليامز على موقع دوري السوبر التايواني لكرة السلة (الصينية)
- تروي ويليامز على موقع سبورتس رفرنس (الإنجليزية)
- تروي ويليامز على موقع كرة السلة الأوروبية.كوم (الإنجليزية)
- تروي ويليامز على موقع DraftExpress.com (الإنجليزية)
- تروي ويليامز على موقع إي إس بي إن.كوم (الإنجليزية)
- تروي ويليامز على موقع كلية كرة السلة في سبورتس رفرنس.كوم (الإنجليزية)
- تروي ويليامز على موقع ريلجم (الإنجليزية)
- تروي ويليامز على موقع بروبوليرز (الإنجليزية)
- تروي ويليامز على موقع سبورتس رفرنس (الإنجليزية)